# جزيرة أدونارا

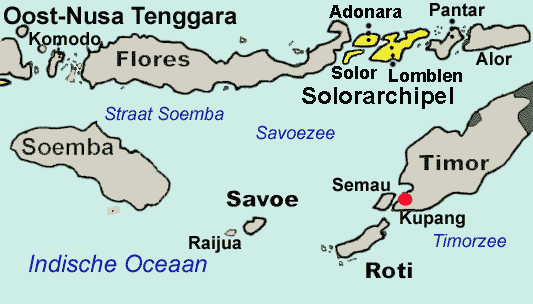
جزيرة أدونارا ضمن مقاطعة نوسا تنقارا الشرقية، جزر سولور باللون الأصفر

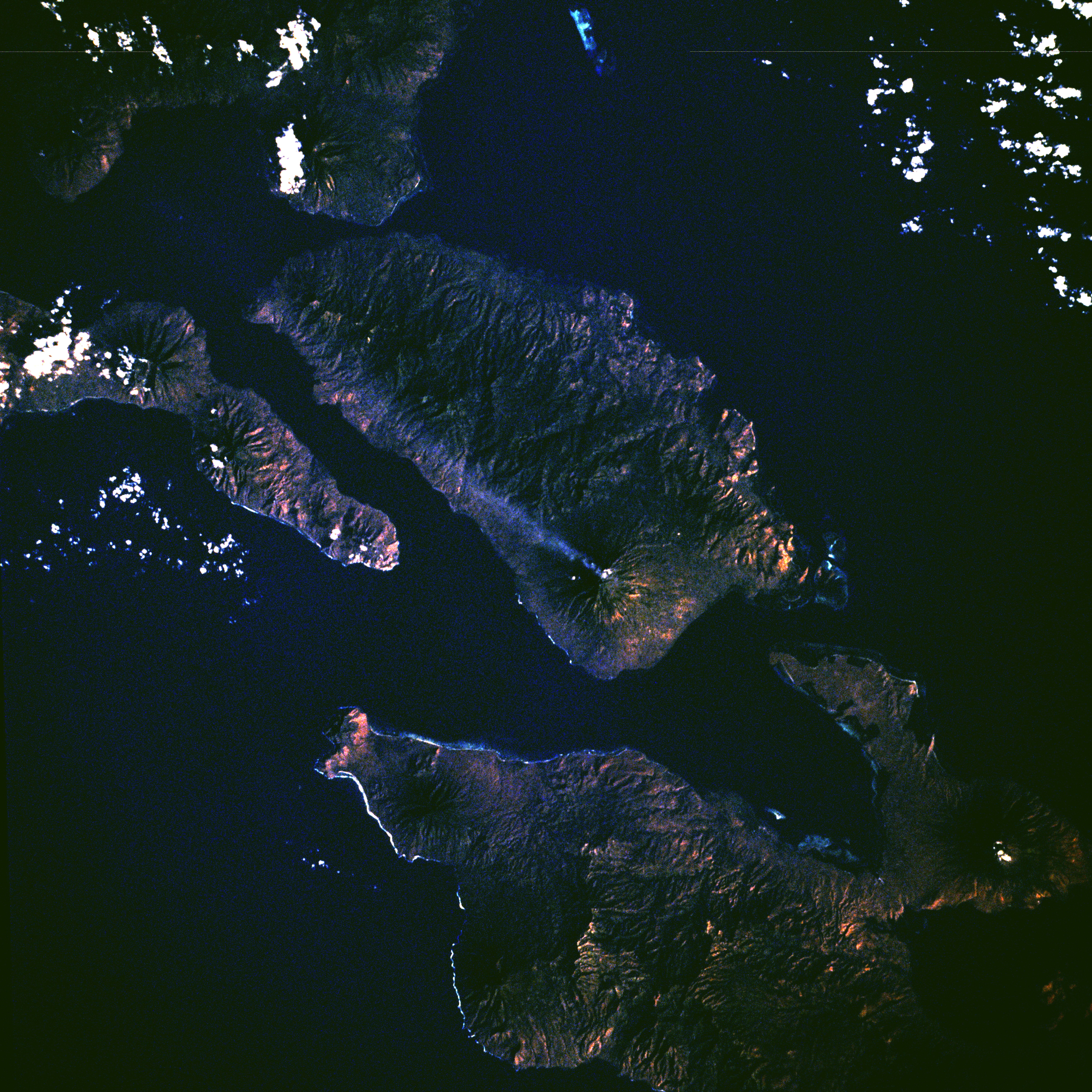
جزيرة أدونارا

جزيرة أدونارا هي جزيرة تقع قبالة الطرف الشرقي لجزيرة فلوريس في جزر سوندا الصغرى في إندونيسيا، في أرخبيل سولور. هي أعلى جزر الأرخبيل إذ ترتفع حتى 1659 متراً فوق مستوى سطح البحر. مساحة الجزيرة تبلغ 497 كم².
الجزيرة تتبع مقاطعة نوسا تنقارا الشرقية.